# Jorge Cuesta
Jorge Mateo Cuesta Porte Petit (Córdoba, Veracruz, México, 21 de septiembre de 1903 - Tlalpan, Ciudad de México, 13 de agosto de 1942) fue un químico, poeta, ensayista y editor mexicano.

## Primeros años
En Veracruz, realizó sus primeros estudios. En 1921, a la edad de 18 años, se instaló en la Ciudad de México para ingresar al Conservatorio Nacional de Música y ser violinista, idea que abandonó para asistir a la Escuela Nacional de Ciencias e Industrias Químicas, dónde cuatro años más tarde concluyó sus estudios.
Durante este periodo se dedicó a escribir ensayos y se relacionó con algunos miembros del grupo literario Los Contemporáneos, jóvenes intelectuales mexicanos que se encargaron de difundir las innovaciones en el campo del arte y la cultura de la sociedad mexicana durante el siglo XX. Denominaron a ese grupo "El Alquimista", y lo integraban Xavier Villaurrutia, Jaime Torres Bodet, Gilberto Owen y Salvador Novo, quienes impulsaron la publicación de una revista en 1928 con el mismo nombre del colectivo.

## Lupe Marín
En 1927, conoció a Guadalupe Marín (entonces esposa del pintor Diego Rivera), que más tarde sería su esposa, y ese mismo año publicó su polémica Antología de la poesía mexicana moderna.
En 1928 viajó a Europa, donde estuvo en contacto con André Breton, Carlos Pellicer Cámara, Samuel Ramos y Agustín Lazo.

## Trabajo en las industrias de azúcares y alcoholes: homosexualidad y salud mental
Tiempo después, en 1938, dio un giro a sus actividades y se enroló en la industria de azúcares y de alcoholes, siendo jefe del departamento de laboratorio en una industria del ramo. Allí, revivieron sus inclinaciones científicas y experimentó con algunas enzimas y sustancias de diversa índole.
Según el portal «horizonte.unam», luego de diversos males que lo aquejaron, Cuesta visitó al psiquiatra, quien le diagnosticó disturbios mentales, supuestamente derivados de tendencias homosexuales reprimidas. Ante este diagnóstico, el propio Cuesta escribió que sus males se derivaban de «las sustancias enzimáticas que he estado ingiriendo». en una carta en la que se negó a atribuir sus males a su sistema nervioso sin un examen físico, oponiendo resistencia a la posibilidad de que hubiera algo reprimido y oscuro que pudiera vencer a su prolífica inteligencia.

## Suicidio
Jorge Cuesta sufría crisis de paranoia, y estuvo en diferentes centros clínicos. El 13 de agosto de 1942, cuando se encontraba internado en el sanatorio del doctor Lavista, ubicado en Tlalpan, aprovechando el descuido de los enfermeros, se colgó con sus propias sábanas de los barrotes de la cama. Tenía 38 años de edad y había sido internado por un segundo acceso de locura que lo había llevado a acuchillarse los genitales. Recaía en una crisis de paranoia que había superado dos años atrás en el Hospital Mixcoac.
El hecho lo consagró como un escritor misterioso, oscuro y ambivalente, que supo plasmar en su obra emociones como la ansiedad, la vejez, el pesimismo, la muerte y el equilibrio.
El día de su muerte, periódicos locales dieron la noticia con encabezados que decían: «Suicidio y castración. Poeta veracruzano se quita la vida en un ataque de locura». Otras fuentes escritas recogieron la noticia de manera más lacónica: «Loco y poeta. Termina emasculándose y muere días después».[cita requerida] Está enterrado en el Panteón Francés de la Piedad de Ciudad de México.

## Obras

### Revistas
Colaboró en las revistas Ulises, El Universal, Contemporáneos, Voz Nacional, Letras de México y El Nacional. En 1932, fundó la revista Examen.

#### RevistasLos ContemporáneosyExamen: el nacionalismo en México
En 1932, al término de su matrimonio, comenzó el éxito de su carrera literaria. Luego de la colaboración en la revista Los Contemporáneos, fundó la revista  Examen, que duró dos números a razón de censura por parte de la prensa nacionalista.

### Poemas

#### El poemaCanto a un dios mineraly su obra poética en general
René Tirado recuerda que una noche, en un café, Cuesta dejó escrita la siguiente frase en un papel: «Porque me pareció poco suicidarme una sola vez. Una sola vez no era, no ha sido suficiente». Con el tiempo, estas palabras se han convertido en profecía cumplida pues, efectivamente, el suicidio de Cuesta tiene que ser revivido por cada lector que se interna en su Canto a un dios mineral con el ánimo de entender este poema que ha sido calificado de «hermético». Porque, en realidad, como dijo Rubén Salazar Mallén, su poesía es oscura sólo para quienes no conocen su vida o, en palabras de Alí Chumacero, su poesía es poco diferente de lo que vivió.
Su poesía es descarnada, racionalista, utiliza como temas la ansiedad, el pesimismo, la vejez, la muerte, el equilibrio, etcétera. Privilegió la forma del soneto. Su poema más ambicioso y mejor logrado es Canto a un dios mineral, que es agrupado por la crítica en la tradición mexicana del poema filosófico junto con Primero Sueño, de Sor Juana Inés de la Cruz; Muerte sin fin, de José Gorostiza; Blanco, de Octavio Paz, e Incurable, de David Huerta.[cita requerida]
Su poesía fue recopilada póstumamente en dos ediciones, una prologada por Alí Chumacero (1918-2010) y otra por Elías Nandino (1900-1993) y Rubén Salazar Mallén (1928-1970). En 1964 la Universidad Nacional Autónoma de México publicó todo lo que se conoce de su obra poética y ensayística en cuatro volúmenes.

### Ensayos
Hay un sabor en el razonador Cuesta. Su inteligencia es agresiva, picante y lúdica. Se mueve muy bien en frases cortas; abunda el punto y seguido: va asestando verdades u opiniones como golpes de piedra. Las suelta directo y rápido, sin mayores ornamentos ni perífrasis; por el contrario, tiende a ser parco y dar por sobrentendido el movimiento lógico completo de sus latigazos.
Alberto Paredes